# Зелёный Луг (Смоленская область)
Зелёный Луг — деревня в Смоленской области России, в Велижском районе. Население — 2 жителя (2007 год). Расположена в северо-западной части области в 26 км к востоку от Велижа в 16 км южнее от границы с Тверской областью.
Входит в состав Заозёрского сельского поселения.

## Известные люди
9 июня 1917 года в деревне родился Герой Советского Союза, гвардии лейтенант, Максимов Т. М..